# Villa Madero (Campeche)
Villa Madero es una localidad del estado mexicano de Campeche. Es parte del municipio de Seybaplaya.

## Toponimia
El nombre de la localidad rinde homenaje a Francisco I. Madero, héroe de la Revolución mexicana.

## Demografía
| Gráfica de evolución demográfica |
|                                  |

| Censo | Población |
| ----- | --------- |
| 1950  | 461       |
| 1960  | 1 077     |
| 1970  | 1 424     |
| 1980  | 1 499     |
| 1990  | 2 794     |
| 2000  | 3 252     |
| 2010  | 3 954     |
| 2020  | 4 612     |